# 니시타니 다카후미
니시타니 다카후미(일본어: 西谷 岳文, 1979년 1월 17일~)는 일본의 쇼트트랙 선수이다. 오사카부 출신이며, 본래 야구와 쇼트트랙을 병행했다. 스타트가 빠른 것이 특징이며, 단거리인 500m 종목에 뛰어났다. 1998년 동계 올림픽에서 500m에서 금메달을 획득했다. 이는 일본 선수 최초의 동계 올림픽 쇼트트랙 금메달이다. 2006년까지 쇼트트랙 선수로 활동했으며, 은퇴 후 경륜 선수로 활동하고 있다.